# Borut Bilač
Borut Bilač (* 14. April 1965 in Postojna) ist ein ehemaliger slowenischer Weitspringer.
1990 kam er für Jugoslawien startend bei den Leichtathletik-Europameisterschaften 1990 auf den dritten Platz. Einen Monat später wurde er wegen eines positiven Dopingbefundes disqualifiziert und für zwei Jahre gesperrt. Da der Dopingtest sich als fehlerhaft erwies, wurde die Sperre 1991 aufgehoben, und der Athlet erhielt seine Bronzemedaille zurück.
Bei den Leichtathletik-Weltmeisterschaften 1991 in Tokio schied er in der Qualifikation aus, und bei den Olympischen Spielen 1992 in Barcelona wurde er, nun für Slowenien startend, Neunter.
1990 wurde er jugoslawischer Hallenmeister. 1992 wurde slowenischer Meister im Freien und 1998 in der Halle, außerdem errang er 1993 den nationalen Hallenmeistertitel im 60-Meter-Lauf.
Im November 1991 heiratete er die deutsche Hochspringerin Britta Vörös, die danach die slowenische Nationalität annahm.

## Bestleistungen
- Weitsprung: 8,24 m, 5. Juli 1990, Cagliari
  - Halle: 7,88 m, 1990